# Jens Jurn Streutker
Jens Jurn Streutker (Hoogeveen, 23 febbraio 1993) è un calciatore olandese, difensore del Genemuiden.

## Caratteristiche tecniche
È un difensore centrale.

## Carriera

### Club
Ha esordito in Eredivisie il 20 ottobre 2013 con la maglia dell'Heracles Almelo in occasione del match pareggiato 1-1 contro il N.E.C.

## Statistiche

### Presenze e reti nei club
Statistiche aggiornate all'11 agosto 2018.
| Stagione        | Squadra         | Campionato      | Campionato | Campionato | Coppe nazionali | Coppe nazionali | Coppe nazionali | Coppe continentali | Coppe continentali | Coppe continentali | Altre coppe | Altre coppe | Altre coppe | Totale | Totale | Totale |
| Stagione        | Squadra         | Comp            | Pres       | Reti       | Comp            | Pres            | Reti            | Comp               | Pres               | Reti               | Comp        | Pres        | Reti        | Pres   | Reti   |        |
| --------------- | --------------- | --------------- | ---------- | ---------- | --------------- | --------------- | --------------- | ------------------ | ------------------ | ------------------ | ----------- | ----------- | ----------- | ------ | ------ | ------ |
| 2013-2014       | Heracles Almelo | ED              | 11         | 1          | CO              | 2               | 0               |                    | -                  | -                  |             | -           | -           | 13     | 1      |        |
| 2014-2015       | MVV             | 1D              | 5          | 0          | CO              | 0               | 0               |                    | -                  | -                  |             | -           | -           | 5      | 0      |        |
| 2015-2016       | Emmen           | 1D              | 27+1       | 1+0        | CO              | 2               | 1               |                    | -                  | -                  |             | -           | -           | 30     | 2      |        |
| Totale carriera | Totale carriera | Totale carriera | 44         | 2          |                 | 4               | 1               |                    | -                  | -                  |             | -           | -           | 48     | 3      |        |